# Cora Zicai
Cora Nevena Zicai (* 29. November 2004 in Freiburg im Breisgau) ist eine deutsche Fußballspielerin. Sie ist Stürmerin beim VfL Wolfsburg und A-Nationalspielerin.

## Karriere

### Vereine
Cora Zicai begann ihre Karriere bei den Sportfreunden Eintracht Freiburg und wechselte 2017 zum SC Freiburg. Ihr Debüt in der Bundesliga gab sie im März 2021 gegen den FC Bayern München. Eine Woche nach ihrem Liga-Debüt traf sie gegen Duisburg, womit sie Giulia Gwinn als jüngste Bundesliga-Torschützin des Sport-Clubs ablöste. Im November 2022 wurde Zicai mit der Fritz-Walter-Medaille in Bronze, rückwirkend für das Jahr 2021, ausgezeichnet. In der Saison 2024/25 war sie mit acht Toren und zwölf Scorerpunkten Freiburgs erfolgreichste Offensivspielerin.
Zur Saison 2025/26 wechselte Zicai ablösefrei zum VfL Wolfsburg. Der Vertrag läuft bis zum Sommer 2028.

### Nationalmannschaft
Zicai nahm mit der U20-Mannschaft Deutschlands an den Weltmeisterschaften 2022 in Costa Rica und 2024 in Kolumbien teil. 2022 schied Deutschland in der Vorrunde aus, 2024 erreichte Zicai mit ihrem Team das Viertelfinale. In diesem Turnier erzielte sie drei Tore und gab drei Vorlagen. Für die U19-Mannschaft lief Zicai insgesamt 10 mal auf und erzielte fünf Tore. In der Qualifikation zur U19-EM 2022 erzielte sie zwei Tore, wurde für die Endrunde jedoch nicht berücksichtigt. In der Qualifikation für die U19-EM ein Jahr später erzielte sie erneut zwei Tore, verpasste aber die Endrunde kurzfristig. Im November 2024 wurde sie erstmals in die A-Nationalmannschaft berufen. Ihr A-Länderspieldebüt gab sie am 29. November 2024, ihrem 20. Geburtstag, in Zürich beim 6:0-Sieg im Freundschaftsspiel gegen die Schweizer Nationalmannschaft mit Einwechslung für Klara Bühl in der 46. Minute; in der 73. Minute erzielte sie mit dem Treffer zum 5:0 sogleich ihr erstes A-Länderspieltor.
Am 12. Juni 2025 berief sie Bundestrainer Christian Wück in den Kader der deutschen Frauenfußballnationalmannschaft für die EM 2025 in der Schweiz, in der die Mannschaft das Halbfinale erreichte. Zicai wurde in der Nachspielzeit des Gruppenspiels gegen Dänemark eingewechselt.

## Erfolge
- DFB-Pokal-Finalist 2023

## Auszeichnungen
- Preisträgerin Fritz-Walter-Medaille in Bronze 2021 (drittbeste U17-Nachwuchsspielerin)
- Sportlerin des Jahres 2024 der Stadt Freiburg[10]